# Veïnat de Baix
Veïnat de Baix – miejscowość w Hiszpanii, w Katalonii, w prowincji Girona, w comarce Gironès, w gminie Sant Andreu Salou.
Według danych INE z 2005 roku miejscowość zamieszkiwało 40 osób.